# Râul Ranții
Râul Ranții este un curs de apă, afluent al râului Rebra. 